# Cesano Boscone
Cesano Boscone (Cesan Boscon in dialetto milanese, AFI: [tʃeˈzãː buˈskũː]) è un comune italiano di 23 355 abitanti della città metropolitana di Milano in Lombardia, totalmente conurbato col capoluogo.

## Geografia fisica

### Clima
| Cesano Boscone      | Mesi | Mesi | Mesi | Mesi | Mesi | Mesi | Mesi | Mesi | Mesi | Mesi | Mesi | Mesi | Stagioni | Stagioni | Stagioni | Stagioni | Anno  |
| Cesano Boscone      | Gen  | Feb  | Mar  | Apr  | Mag  | Giu  | Lug  | Ago  | Set  | Ott  | Nov  | Dic  | Inv      | Pri      | Est      | Aut      | Anno  |
| ------------------- | ---- | ---- | ---- | ---- | ---- | ---- | ---- | ---- | ---- | ---- | ---- | ---- | -------- | -------- | -------- | -------- | ----- |
| T. max. media (°C)  | 5    | 8    | 13,1 | 18,1 | 22,9 | 26,4 | 29,2 | 27,8 | 24,1 | 17,6 | 11,0 | 6,2  | 6,4      | 18,0     | 27,8     | 17,6     | 17,5  |
| T. min. media (°C)  | −1   | 0,7  | 4,0  | 7,7  | 11,9 | 15,5 | 17,9 | 17,5 | 14,4 | 9,2  | 4,4  | 0,4  | 0,0      | 7,9      | 17,0     | 9,3      | 8,6   |
| Precipitazioni (mm) | 56   | 64   | 82   | 94   | 96   | 96   | 65   | 90   | 79   | 121  | 111  | 70   | 190      | 272      | 251      | 311      | 1 024 |

## Storia

### Dall'epoca romana a quella longobarda
Il nome Cesano risale probabilmente al periodo romano, quando molti territori padani vennero assegnati ai veterani delle campagne militari in compenso dei servizi resi, apparendo così riferibile a un certo "Caesius" o "Cassianus", sulla base di un'epigrafe incisa su un altare votivo - con una dedica al dio Giove - ritrovato in occasione dei lavori per la costruzione della casa parrocchiale. Quanto all'aggiunta "Boscone", si presume sia dovuta al fatto che il territorio di Cesano fosse circondato da boschi.
Sul territorio sono stati trovati diversi reperti archeologici di epoca romana: oltre alla già citata ara votiva, situata nel piazzale di fronte alla chiesa di San Giovanni Battista, sono state rinvenute quattro stele, due delle quali con dedica, e un sarcofago di forma rettangolare, scavato all'interno, mancante di coperchio e con un foro laterale.
La stessa topografia del paese richiama la struttura dell'accampamento romano, con due strade principali che si incrociano, via Roma e via Milano. La posizione del Cardo e del Decumano dell'insediamento romano originario corrisponde invece con quella delle vie Dante e Monegherio, nel centro storico del paese.
L'area di Cesano, tuttavia, conobbe maggiore sviluppo solo nel periodo longobardo, come attestano alcuni ritrovamenti archeologici. Si ipotizza che la stessa chiesa di San Giovanni Battista sia stata fondata dalla regina Teodolinda nel 613, dopo la sua conversione al Cristianesimo. Durante gli scavi eseguiti nel secolo scorso per ampliare l'edificio, venne alla luce una necropoli. Fu proprio l'esame della disposizione degli scheletri, sistemati in linee parallele, e non sparsi senza un ordine preciso com'era in uso presso i Romani, a consentire di far risalire le sepolture all'epoca della dominazione longobarda.

### Dal Medioevo alla dominazione austriaca

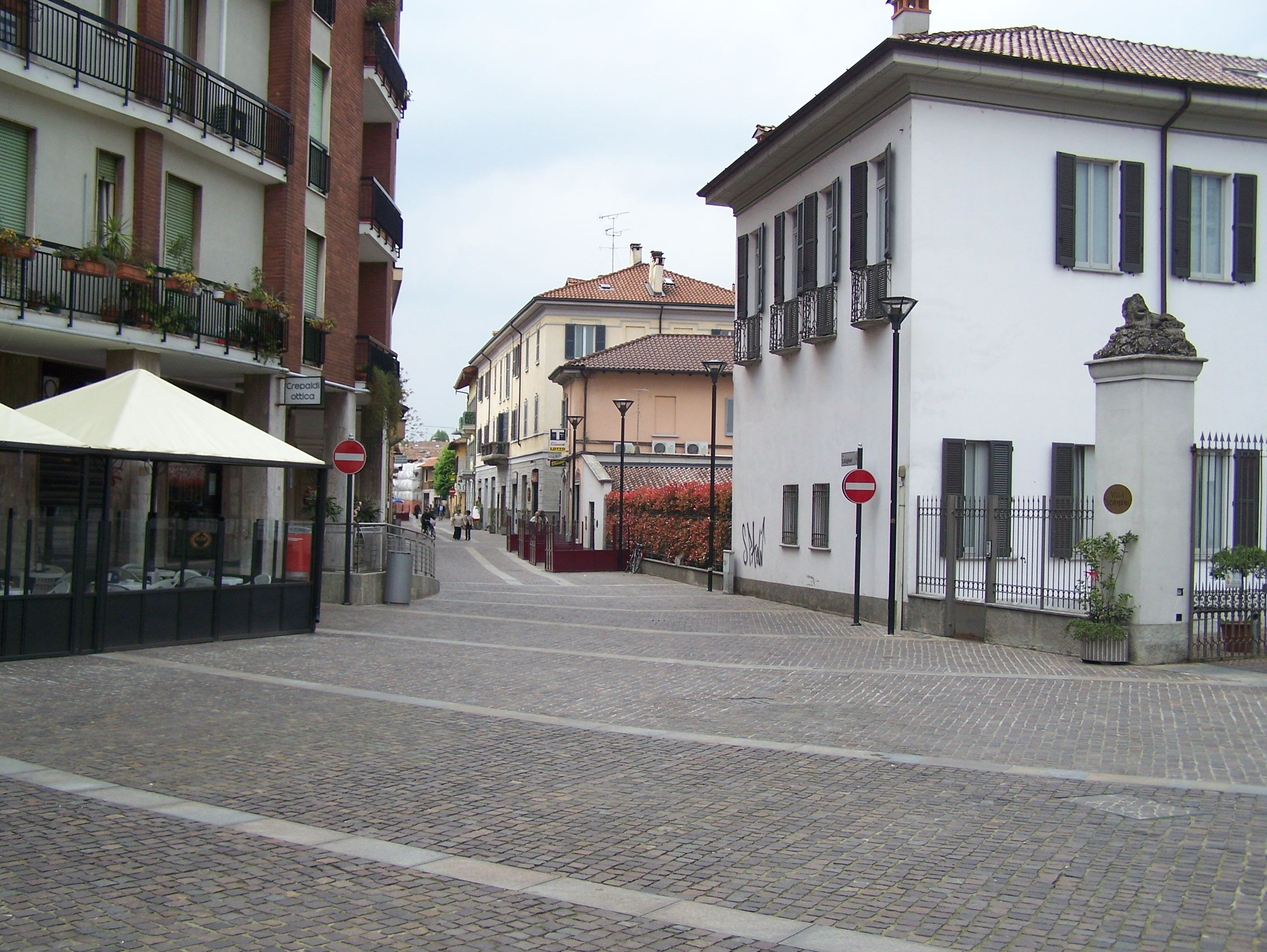
Centro storico di Cesano Boscone

L'esistenza di un ordinamento comunale è testimoniata da un documento datato 7 agosto 1264 trascritto negli Atti del comune di Milano in cui Cesano Boscone veniva citato come comune. Negli Statuti delle acque e delle strade del contado di Milano fatti nel 1346 Cesano Boscone risulta incluso nell'omonima pieve e viene elencato tra le località cui spetta la manutenzione della "strata da Bagio" e della "strata dal Naviglio" come "el locho da Cisano". In tale statuto si può leggere che la pieve di Cesano Boscone comprendeva i comuni di Buccinasco, Corsico, Cusago, Trezzano sul Naviglio e di Muggiano.
Da delle raccolte storiografiche ottocentesche della Diocesi di Milano, con riferimento a Cesano Boscone, si legge che:
Nel Medioevo Cesano era quindi capopieve di altre trentadue chiese e nella canonica di Cesano vi erano sei canonici oltre al “prepositus”. A quel tempo, infatti, l'organizzazione ecclesiastica era piramidale: le chiese minori facevano riferimento alle capopievi e queste ultime alla chiesa della città vicina. 
Cesano Boscone fece parte del contado di Milano; fra il X e il XIII secolo fu un borgo di discrete dimensioni - sede di mercato - sotto la giurisdizione della comunità religiosa olivetana di Lorenteggio. Una testimonianza dell'epoca tardo-medioevale è la cosiddetta "corte del fabbro", un edificio sito tra le vie Dante e Libertà, noto come la "casa del Barbarossa", poiché si era trovato uno stemma che faceva vagamente pensare che l'edificio fosse di quell'epoca. Questa ipotesi è comunque da escludersi in base alla documentazione reperibile nella biblioteca di Baggio e soprattutto in base agli elementi gotici della costruzione, che la fanno risalire al Quattrocento.
Nei registri dell'estimo del ducato di Milano del 1558 e nei successivi aggiornamenti del XVII secolo il comune risulta ancora essere capopieve.
Dalle risposte ai 45 quesiti della giunta del censimento del 1751 emerge che il comune, diviso fiscalmente in due comuni, uno - Cesano Boscone - detto Dominante, l'altro detto Comune de' Fieschi, contava circa 220 anime. L'apparato amministrativo era costituito da un organo deliberativo formato dall'assemblea di tutti i capi di casa della comunità, da un console e da due dei maggiori estimati, ai quali competevano mansioni di carattere esecutivo. Nominato a "pubblico incanto", secondo la comune prassi che attribuiva l'incarico al candidato che si impegnava a svolgere il servizio al minor costo, al console la comunità delegava compiti di polizia locale; ai due maggiori estimati, denominati anche deputati, responsabili della gestione degli affari del comune, era soprattutto raccomandata la "vigilanza sopra la giustizia de reparti de carichi". Ad un cancelliere, residente in Milano, competevano invece la custodia di tutte le scritture prodotte dalla comunità e soprattutto il calcolo e la ripartizione dei carichi fiscali, riscossi da un esattore, scelto con asta pubblica e nominato dagli estimati. A metà del XVIII secolo il comune era direttamente subordinato alla giurisdizione della città di Milano, presso i cui uffici pretori il console era tenuto a prestare ogni anno l'ordinario giuramento.
Con il passare del tempo l'importanza di Cesano cominciò a diminuire, soprattutto per il progressivo depauperamento demografico del comune, che subì un'ulteriore drastica diminuzione degli abitanti a seguito della peste del Manzoni. La crisi demografica non migliorò nei decenni successivi, tanto che al censimento effettuato dal governo austriaco tra il 1770 e il 1778, la popolazione residente risultò di sole 817 unità. 

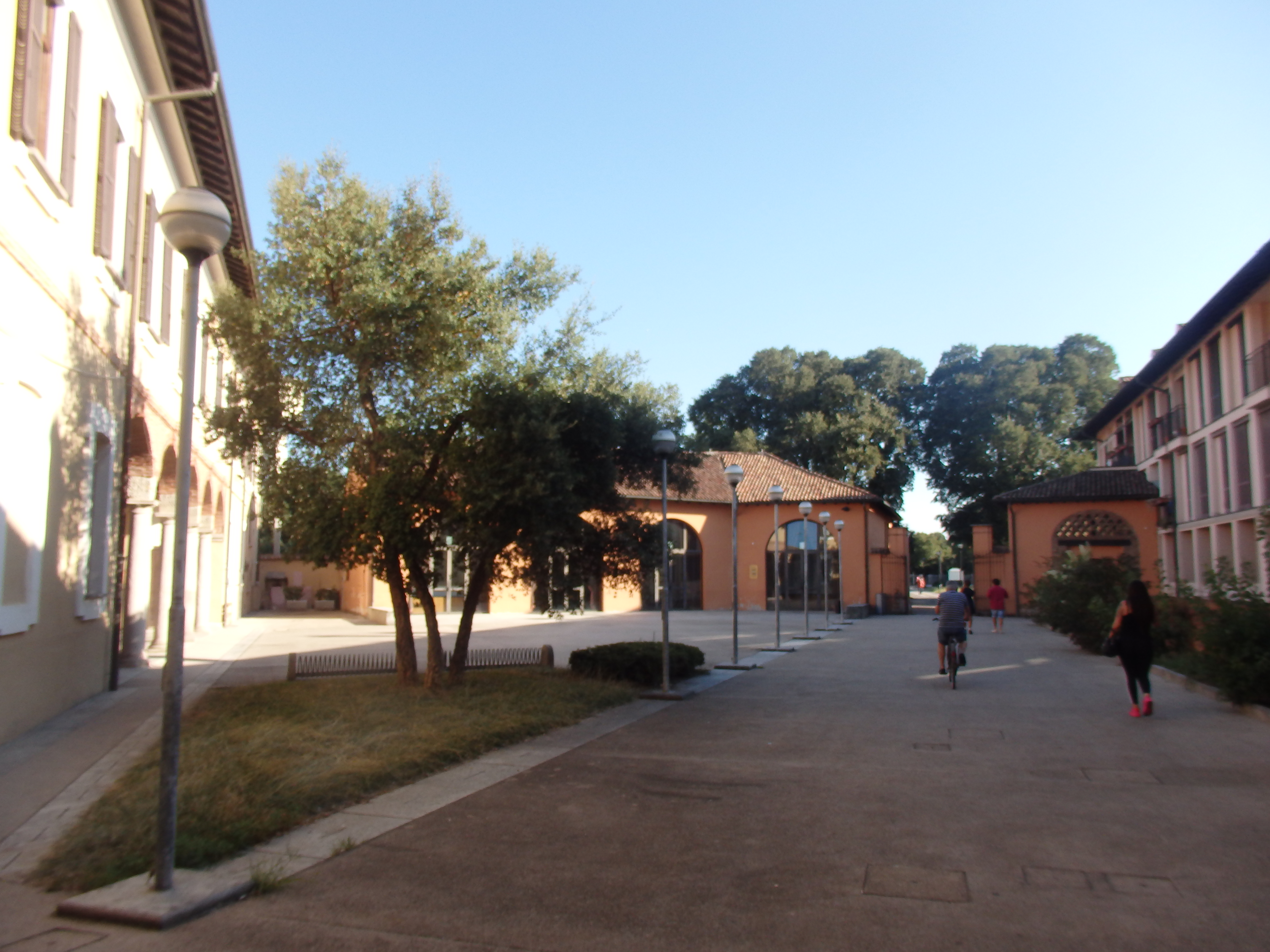
Cortile interno di Villa Marazzi

Testimonianza dell'epoca asburgica a Cesano è "Villa Marazzi", il cui restauro conservativo è stato completato nel 1998. La Villa apparteneva agli omonimi Marazzi, proprietari latifondisti, che in seguito si associarono ai conti Lattuada. 
L'invasione napoleonica distrusse ulteriormente l'importanza di Cesano, la cui popolazione calò fino a raggiungere le 345 unità nel 1798. Cesano fu, quindi, privata della sua pieve e, nonostante nel 1809 gli fosse stata incorporata Muggiano, fu annessa a Baggio nel 1811. Gli austriaci restaurarono il comune nel 1816, ma ormai era divenuta Corsico la principale località distrettuale.

### Dall'unità d'Italia a oggi
Il primo censimento disposto dal neonato Regno d’Italia nel 1861 informa che il comune, amministrato da un Sindaco, da una Giunta e da un Consiglio Comunale, conta 654 abitanti. Tale dato resta sostanzialnente invariato - al di sotto del migliaio - fino ai primi anni del Novecento. Nello stesso periodo si riscontrano il primo verbale del Consiglio Comunale, del 1869, e il primo regolamento edilizio datato 1875.
Di rilievo è il legame dell'Amministrazione Comunale con la chiesa di San Giovanni Battista, come attesta il mutuo acceso dal 1897 al 1903 per i lavori di riparazione della parrocchia, e quello con l’Ospizio Sacra Famiglia. Dal carteggio conservato dall'Amministrazione, inoltre, emergono molte pratiche relative a sovvenzioni comunali per la gestione e l’attività di questo ente, principalmente dedito all'assistenza psichiatrica.
La riforma dell’ordinamento comunale del 1926 affida l’amministrazione al Podestà. Nel 1929 viene eseguito il primo censimento fascista dell’agricoltura da cui emerge il ruolo basilare dell'agricoltura, dell'allevamento e della macellazione del bestiame nell’organizzazione economica di Cesano Boscone. Al 1916 risale la prima testimonianza di scuola serale e al 1935 l'istituzione della biblioteca comunale.
Ai primi anni del Novecento risale l'edificazione della sede dell’Associazione vinicola "Vittorio Veneto", all'angolo fra le odierne Via Mons. Pogliani e Via XXV Aprile. L'edificio ospita, fra le due guerre, la Casa del Fascio e, a partire dagli anni cinquanta, alcuni servizi comunali fra cui la scuola elementare oggi in Via XXV Aprile, la polizia locale e la biblioteca. Lo stabile, da anni in stato di abbandono, è stato demolito nel 2008; sull'area è stata edificata dall'Amministrazione una scuola di musica. 
Nel 1935 Cesano Boscone risulta essere divisa nelle seguenti frazioni: Cascina Broggi, Cascina Luisa, Cascina Tessera, Cascina Nuova.
Nel secondo dopoguerra il comune, sito alle porte del capoluogo, diventa sede di accoglienza dapprima di sfollati dal conflitto, di terremotati della Sicilia, delle Marche e del Friuli e, dagli anni sessanta, di emigrati dal meridione. In quel periodo Cesano conosce una notevole espansione edilizia, come dimostrano le domande di edilizia privata e di case popolari che hanno sostanzialmente determinato l'assetto urbanistico che il comune conserva tutt'oggi.
Rilevante è la crescita dei quartieri Pasubio e La Cascina: il primo si sviluppa per la presenza di fontanili e rogge, la cui prima manutenzione risale al 1862 (Fontanile Gera) e il secondo perché più periferico e vicino a Milano.
Dai censimenti degli anni sessanta dell’industria e dell’agricoltura è visibile quanto il settore economico agricolo sia ancora preponderante rispetto all’industria. A partire dal decennio successivo, invece, il settore secondario ha trasformato i quartieri periferici in residenze per pendolari verso Milano.
In questi anni anche la sede municipale si rinnova, infatti, viene deliberata la costruzione del nuovo edificio comunale in Via Pogliani, eseguito dal 1963 al 1969 ed ancora più importanti sono la realizzazione dell’acquedotto - la cui torre si staglia ancora nello skyline del sud-ovest milanese - dal 1958 al 1964, l’apertura di nuove strade di collegamento, l’ampliamento del cimitero dal 1963 al 1967 e della rete fognaria dal 1961 al 1969.
L’incremento costante della popolazione è un altro dato che dimostra la piena crescita del Comune. Infatti i risultati dei censimenti della popolazione evidenziano un aumento che avrà la sua curva massima negli anni settanta (v. infra).

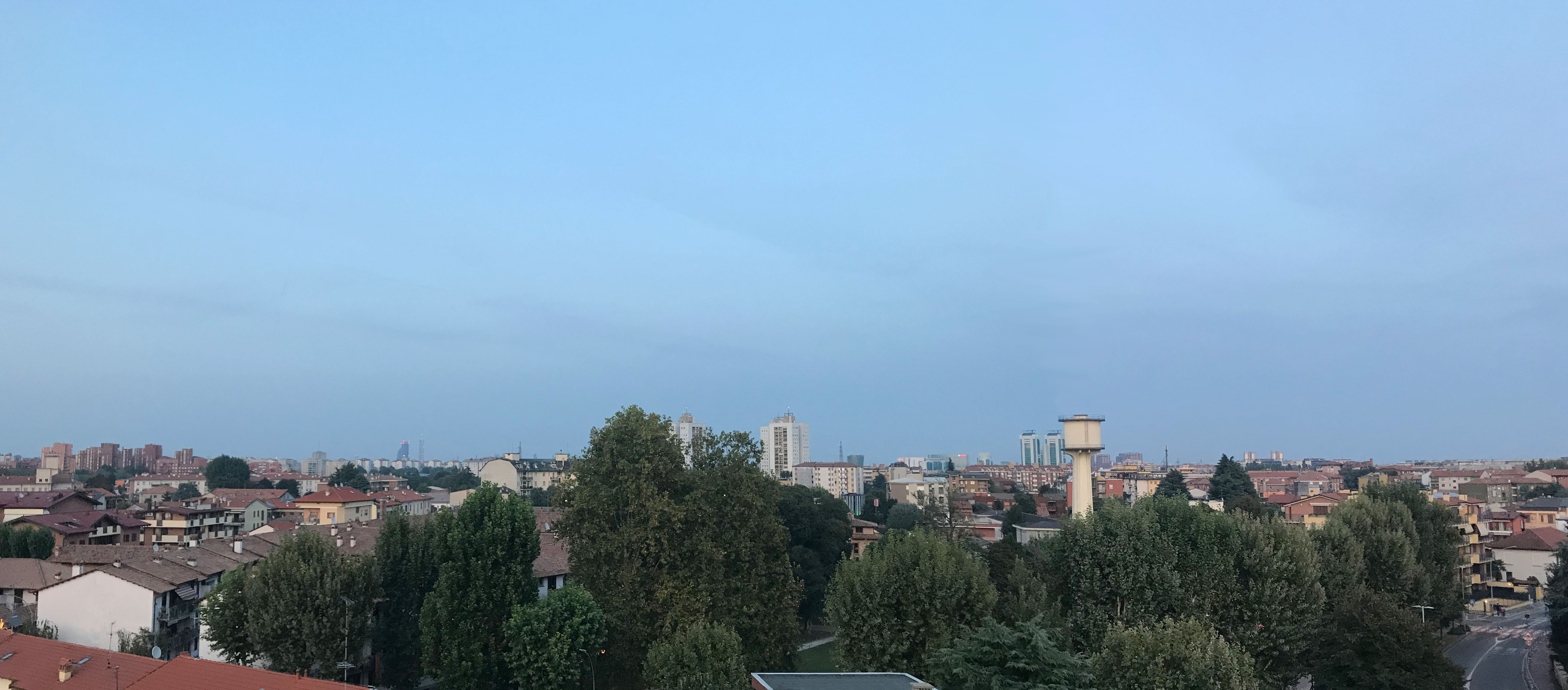
Uno scorcio di Cesano Boscone, con Milano sullo sfondo

### Simboli
Lo stemma e il gonfalone sono stati concessi con DPR del 5 marzo 1958.
Stemma
Lo stemma del Comune di Cesano Boscone ha una sua derivazione prettamente naturalistica e volutamente descrittiva del suo territorio.
Il fatto che tale territorio fosse un tempo coperto da boschi ha indotto a inserire nello stemma comunale la figura del bosco, al naturale, ossia con la colorazione di un vero e proprio bosco, senza tener conto degli specifici smalti araldici. La considerazione, poi, che il territorio del Comune si presentasse come luogo ideale per la caccia, ha indotto gli amministratori del tempo a voler far inserire nello stemma anche la testa del cinghiale, uno dei più tipici animali che vivono nei boschi.
Sotto il profilo araldico, poi, il fatto che la seconda parte dello stemma, ossia quella inferiore, contenga la figura di un bosco induce a considerare questo stemma come uno stemma parzialmente parlante (parzialmente, a motivo del fatto che il bosco occupa solo la parte inferiore del campo). Come infatti è noto, in araldica gli stemmi "parlanti" sono quelli che riproducono delle figure i cui nomi si identificano con quelli dei loro titolari.
Gonfalone
Al 5 marzo 1958 risale anche il decreto del presidente della Repubblica relativo al gonfalone di Cesano Boscone: trattasi di un drappo partito di giallo e di azzurro che riprende i colori dello stemma comunale, situato al centro.

## Monumenti e luoghi d'interesse

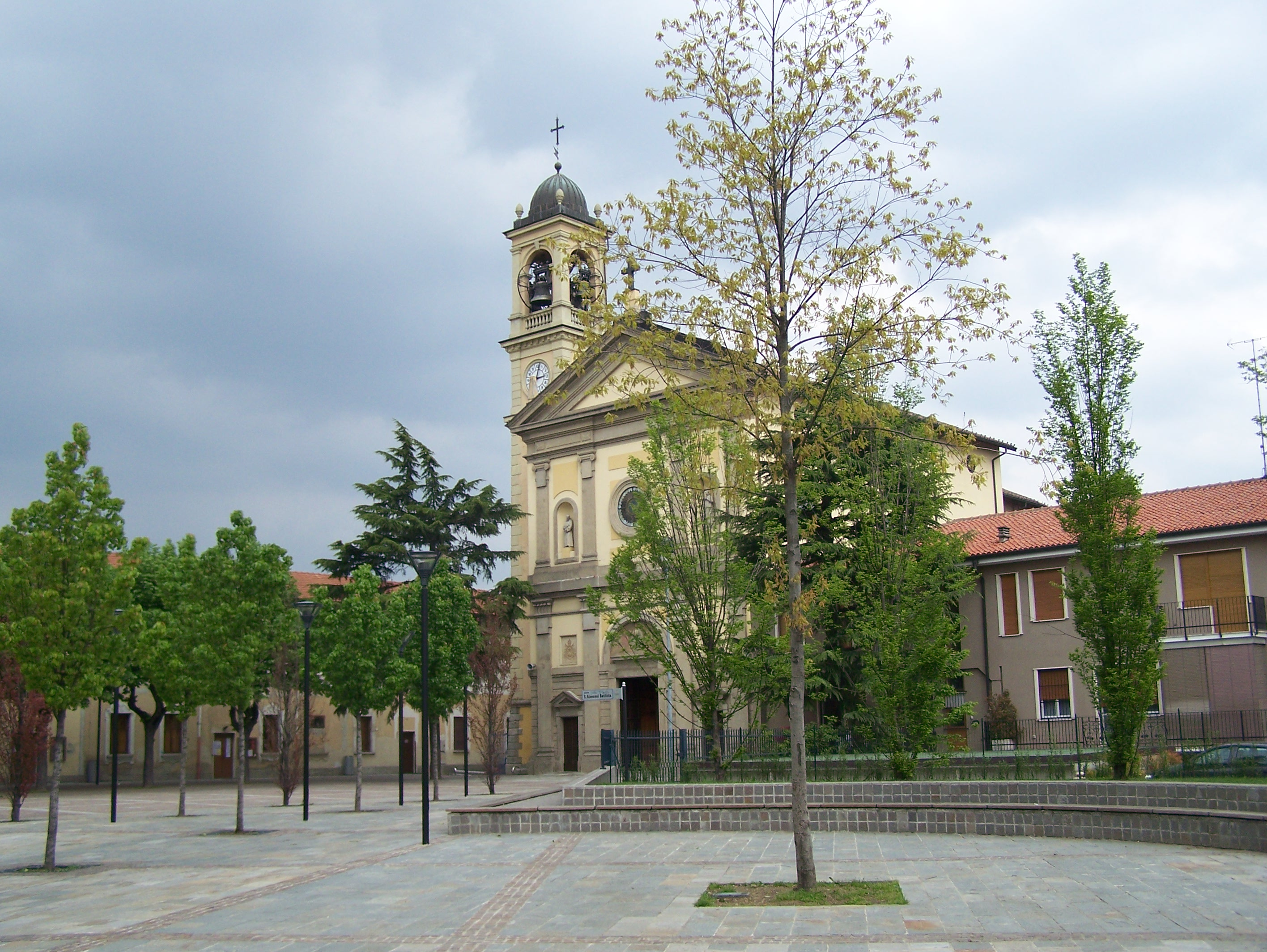
Chiesa di San Giovanni Battista
La Parrocchia principale che rappresenta la diocesi patronale di Cesano Boscone è quella di San Giovanni Battista, fulcro ideale e topografico della città nel Rione La Corte.
Lungo il muro meridionale della chiesa è stato rinvenuto un sarcofago (I secolo d.C.) che conferma che il luogo era stato utilizzato come necropoli già in epoca romana. Al livello del limo bruno scuro sono state trovate monete di età post Costantiniana (IV secolo d.C.). Dagli scavi archeologici sono state rinvenute evidenze della presenza di numerose tombe povere altomedioevali a cappuccina ed alcune fosse comuni cosparse di calce, forse utilizzate durante le pestilenze. Gli arredi, di pregio, sono databili al XVIII secolo, le tre croci processionali sono del XVII secolo; alcune tele sono del XVII secolo, altre più recenti, mentre i dipinti sulle volte e gli affreschi sono del XX secolo. Il battistero e il fonte battesimale sono del Cinquecento e sono edificate sopra il sarcofago del I secolo d.C.
Malgrado il patrono della città sia San Giovanni Battista, e quindi il 24 giugno sia giorno festivo, la festa patronale viene celebrata la terza domenica di settembre, in occasione della Madonna del Rosario; dal 2010 il patrono è stato posto in secondo piano in favore dalla Madonna del Rosario che perciò rappresenta primariamente la nuova commemorazione patronale cittadina.
Chiesa di Sant'Ireneo

Nel centro del quartiere Tessera si erge il complesso parrocchiale dedicato a Sant'Ireneo. La chiesa è la realizzazione di uno dei progetti vincitori del concorso nazionale "Tre chiese per il 2000", bandito nel 1989 dalla Diocesi di Milano. La piazza del sagrato, sopraelevata rispetto alla quota stradale di circa 1 metro e delimitata ai lati da un basso muretto realizzato in laterizio, oltre a fungere da zona di sosta e d'incontro, costituisce un luogo di preparazione all'ingresso, una specie di atrio aperto, estensione della chiesa vera e propria. La piazza, in particolare, è arricchita dalla presenza fisica di due corpi: quello della cappella feriale, elemento con una pianta a croce greca, che presenta però due bracci vuoti, e quello del campanile, una torre cava, non molto elevata. Dal punto di vista tipologico, la chiesa, ispirandosi alle linee dettate dal Concilio Vaticano II, dispone l'assemblea intorno all'altare, rifiuta l'ingresso centrale e, inoltre, produce un recinto di luce che delimita l'aula con tre spazi aperti interni al costruito. Le zone aperte sono caratterizzate da una lunga fontana, posta alle spalle dell'altare e separata da esso da una ampia parete vetrata-fondale; un giardino interno chiuso, con una sezione in salita, separato da un fronte vetrato dall'aula liturgica che funge da filtro tra l'edificio chiesa e quello dell'oratorio posto a nord; una “camera di luce” sul fronte sud tra la parete esterna traforata da numerose aperture e quella interna parzialmente vetrata. L'edificio chiesa è costituito a sua volta da due “materie fisiche”: un volume "contestuale" che regola i bisogni della città, realizzato in mattoni, leggibile dall'esterno, e un volume “funzionale”, realizzato in cemento a vista, leggibile dall'interno. Tra i due volumi resta un sistema di esterni visibili dall'interno dell'assemblea con la presenza della terra (l'orto concluso), dell'acqua (la fontana) e del sole (la camera di luce), che rendono maggiormente comunicabile l'idea di edificio immateriale interposto tra due materie fisiche tradizionali, in un'architettura dai tratti fortemente innovativi.

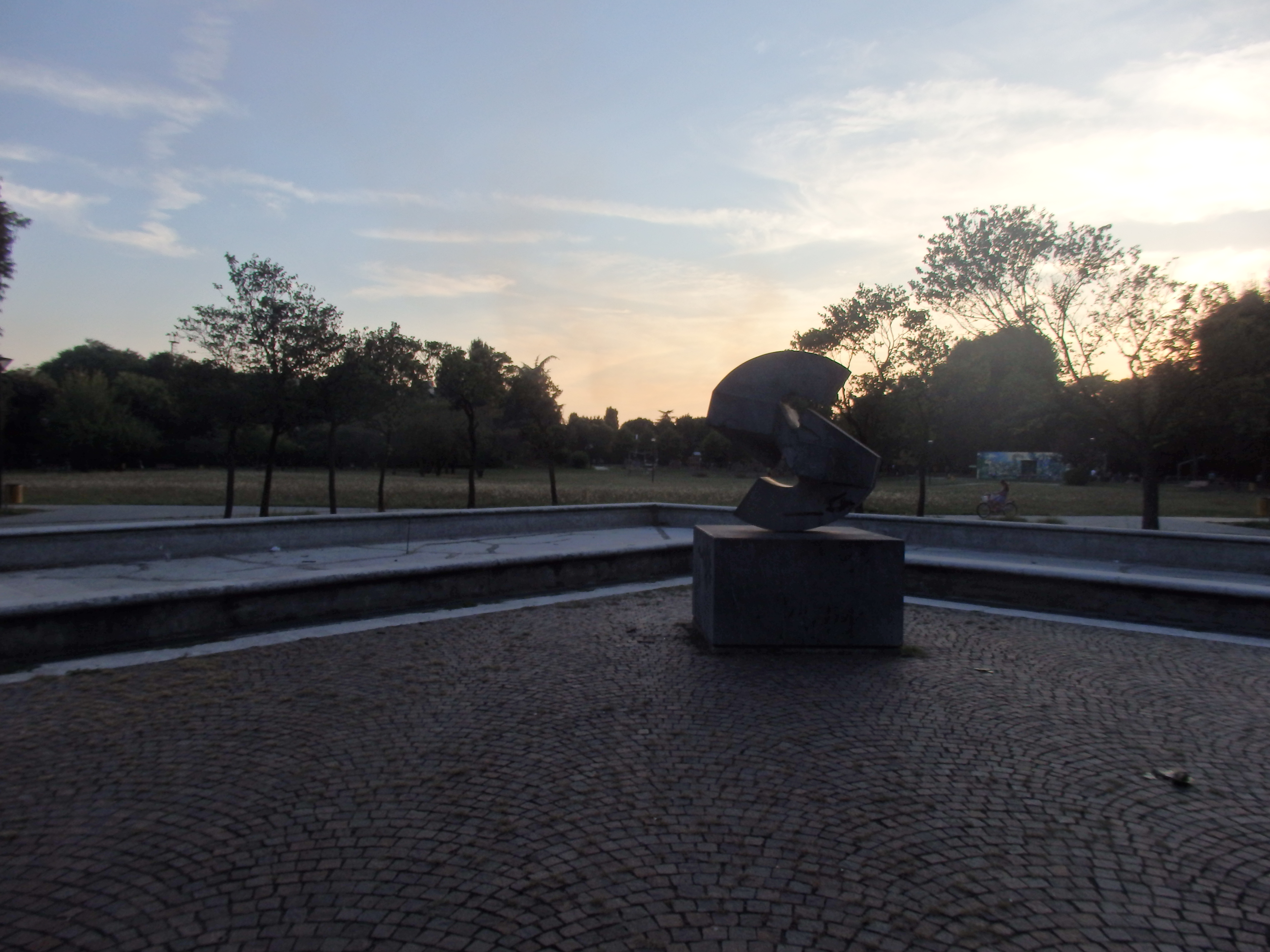
Parco Pertini visto dal lato della fontana

### Aree naturali
Cesano Boscone è parte del parco agricolo Sud Milano, un'area protetta posta a salvaguardia delle risorse naturali e del settore primario dell'espandersi del tessuto urbano milanese. Nel comune sono presenti tre aree verdi pubbliche: il Parco Pertini, i Giardini della Costituzione, e il Parco Natura nato nel 2010 come intervento mirati alla riqualificazione e al recupero ambientale di un'area di 186.000 m².

### Parco Natura
Il Parco Natura di Cesano Boscone è un'area naturale protetta di 186.000 m² che si trova all'interno del Comune di Cesano Boscone nel settore Sud-Ovest della Provincia di Milano e che fa parte del Parco Agricolo Sud Milano. L’area protetta comprende 77.000 m² di bosco, con oltre 12.000 piante forestali e quasi 200 alberi con specie autoctone, tipiche del quadro vegetazionale dell’area.

Il Parco Natura di Cesano Boscone è stato fondato il 3 giugno 2010 grazie a un progetto sviluppato dai tecnici dell’Unità operativa di riqualificazione ambientale, mitigazioni e pianificazione del territorio rurale dell’ERSAF (Ente Regionale per i Servizi all’Agricoltura e alle Foreste), in collaborazione con il Settore territorio e ambiente del Comune di Cesano Boscone.

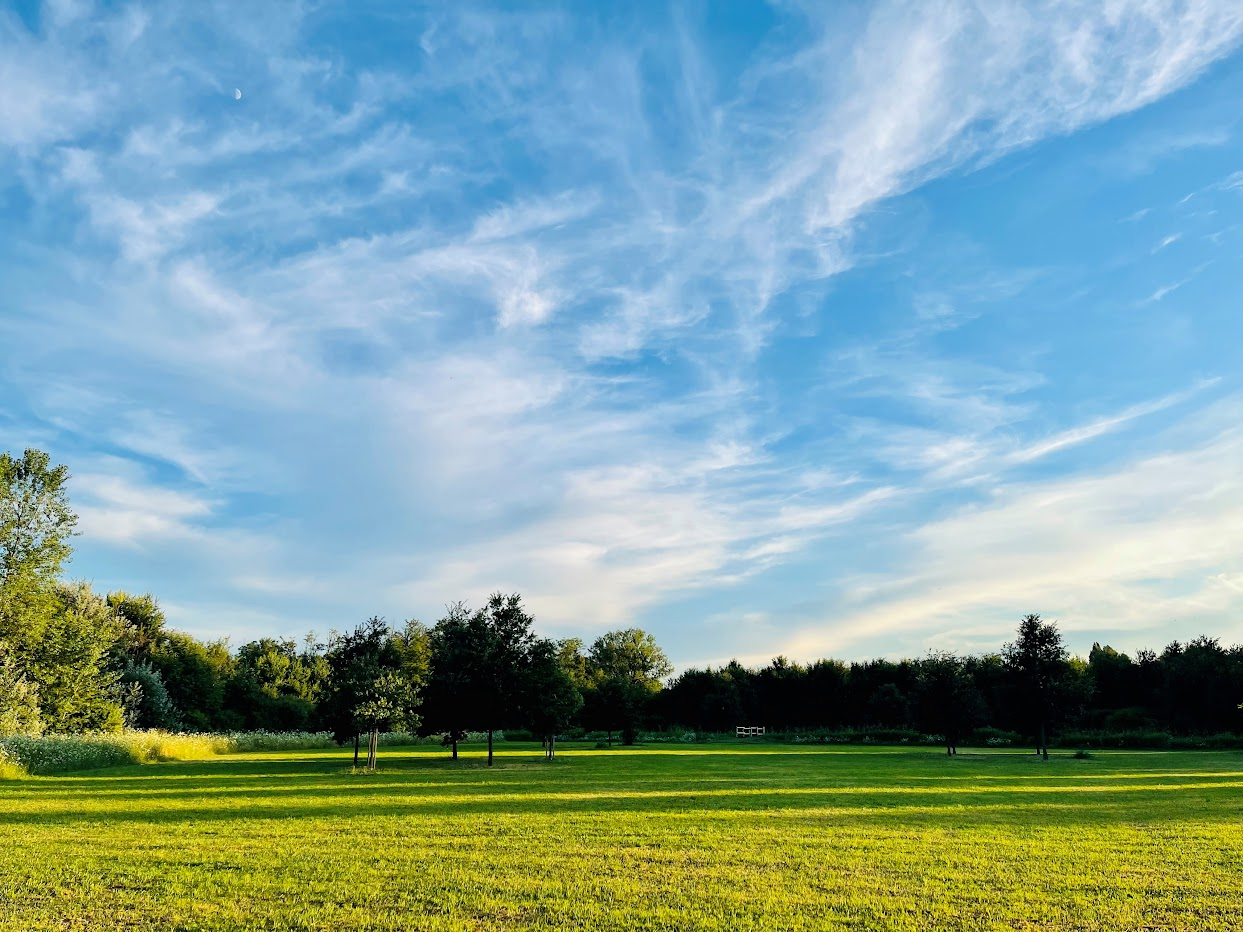
Veduta del Parco Natura di Cesano Boscone

Il Parco Natura si trova in un'area fortemente urbanizzata: a nord e a est è delimitato da via Libertà e dalla via Salvo D’Acquisto e da un recente insediamento residenziale; a sud via Vespucci attraversa il territorio e separa il Bosco dei Nuovi Nati dal Bosco dell’Acqua che si trova di fronte a un’area industriale e al centro sportivo, nelle vicinanze della tangenziale ovest. Più a nord invece si trova il nuovo cimitero.

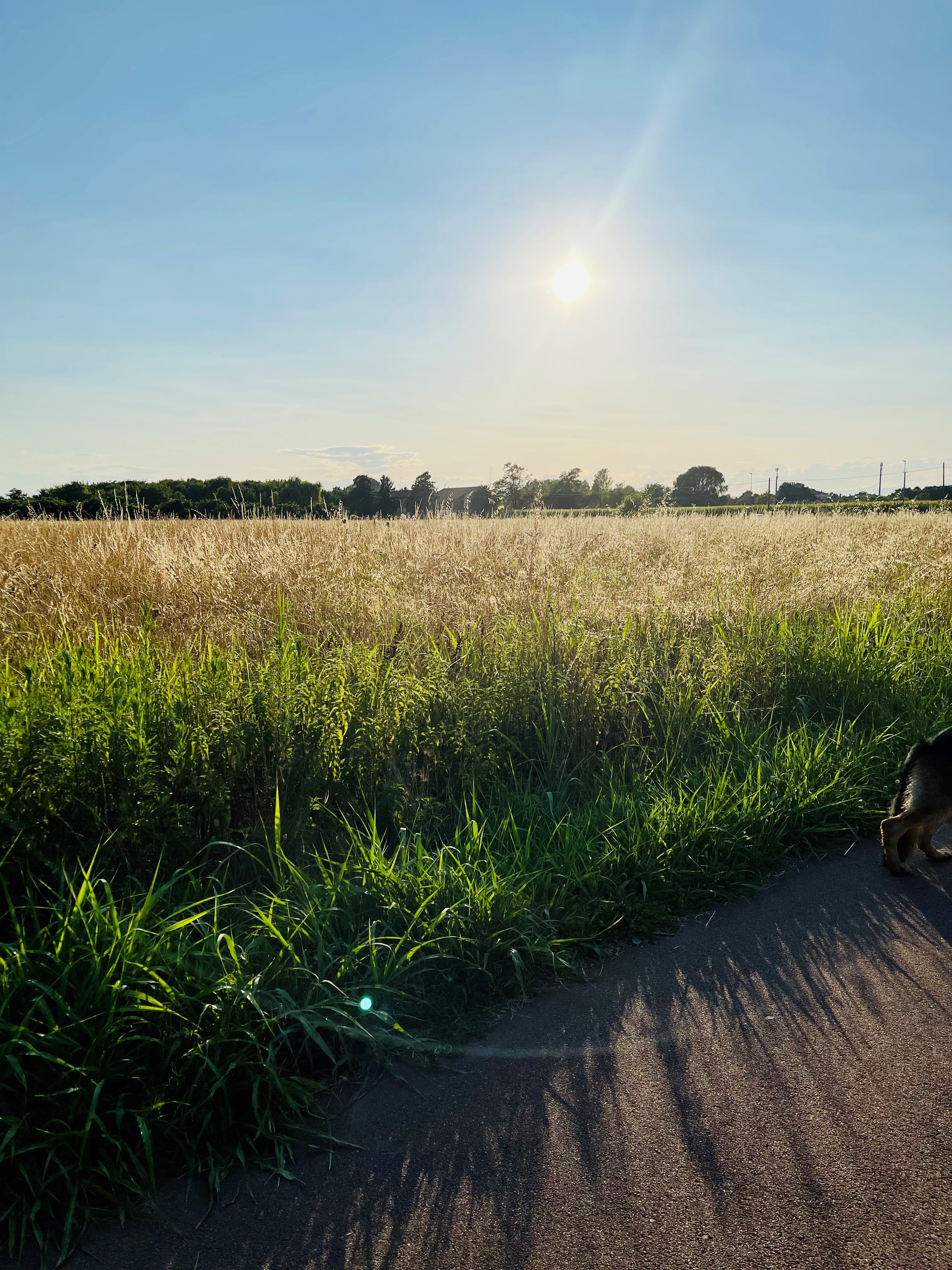
Seconda veduta del Parco Natura di Cesano Boscone

I 186.000 m² di area naturale protetta comprendono 77.000 m² di bosco, con oltre 12.000 piante forestali e quasi 200 alberi. In accordo con le linee guida date dal Parco Agricolo Sud Milano, tutta l’area del Parco è stata piantumata con essenze autoctone; importante la presenza dell’ontano nero Alnus glutinosa, che negli ultimi decenni è una specie in declino in Europa. Ai confini del parco si erge un maestoso esemplare secolare di Farnia Quercus robur L., importante testimonianza dei boschi planiziali che coprivano la Pianura Padana in passato. Il Parco ha diversi corsi d’acqua il fontanile Sant’Agnese con alcune derivazioni e il Fontanile Orenella. Il numero di piante è pari a circa 12320 e si possono dividere in due specie: specie arboree e specie arbustive.
Nonostante l’area del parco sia popolata da numerosi alloctoni invasivi (gambero della Louisiana, testuggine dalle guance rosse e specie simili, minilepre, nutria ecc.), tra gli Uccelli sono presenti specie di interesse come picchio verde Picus viridis, torcicollo Jynx torquilla e codirosso comune Phoenicurus phoenicurus (specie minacciate e concentrate in Europa) e con un po’ di fortuna si può scorgere la volpe Vulpes vulpes, elusiva ma abituale frequentatrice del Parco. Gli anfibi sono rappresentati solo dalla rana verde Pelophylax esculentus e in misura minore dalla raganella Hyla intermedia. Il Parco Natura presenta una fauna di tipo ornitico e ittico. Tra le 63 specie ornitiche rilevate vanno ricordati il Picchio rosso maggiore, lo Sparviere, ed il Gufo comune. Invece tra quelle minacciate a livello europeo sono la Nitticora, il Martin pescatore e l'Averla piccola. Nell'ambito delle specie ittiche e anfibie troviamo tartarughe d’acqua. Nell’ambito delle specie anfibie, possiamo trovare la rana verde, la raganella e il rospo smeraldino.

## Società

### Evoluzione demografica
- 220 nel 1751
- 317 nel 1771
- 330 nel 1805
- 471 nel 1809 dopo l’annessione di Muggiano
- annessione a Baggio nel 1811
- 617 nel 1853

Abitanti censiti

### Etnie e minoranze straniere
Al 31 dicembre 2023 la popolazione straniera era di 3.073 persone, pari al 16,92% della popolazione.

### Istituzioni, enti e associazioni
Ha sede nel comune la Fondazione Istituto Sacra Famiglia, istituto dedito alla cura di persone affette da gravi disabilità, fondato agli inizi del '900 da Domenico Pogliani.

## Geografia antropica

### Rioni
Il territorio comunale è costituito da quattro quartieri, recentemente denominati Rioni, che, al fine di richiamare la tradizione locale, sono stati battezzati con alcuni epiteti che ne ricalcano l'origine o il tratto caratteristico. I Rioni hanno modo di contrapporsi e competere annualmente, in occasione della Festa Patronale, in special modo durante il Palio della città detto "Palio del Cinghiale".
Rione La Corte
È il quartiere del centro storico, il cuore della città, in cui ha sede il Municipio. Morfologia e topografia ricordano un passato rurale costituito da piccole stradine gremite di botteghe, corti, cascine e una villa di pregio, Villa Marazzi, nella quale hanno sede alcune attività ricreative e culturali tra cui la biblioteca comunale. Gran parte del Rione è pavimentato in stile antico con selciato.
Rione Il Bosco

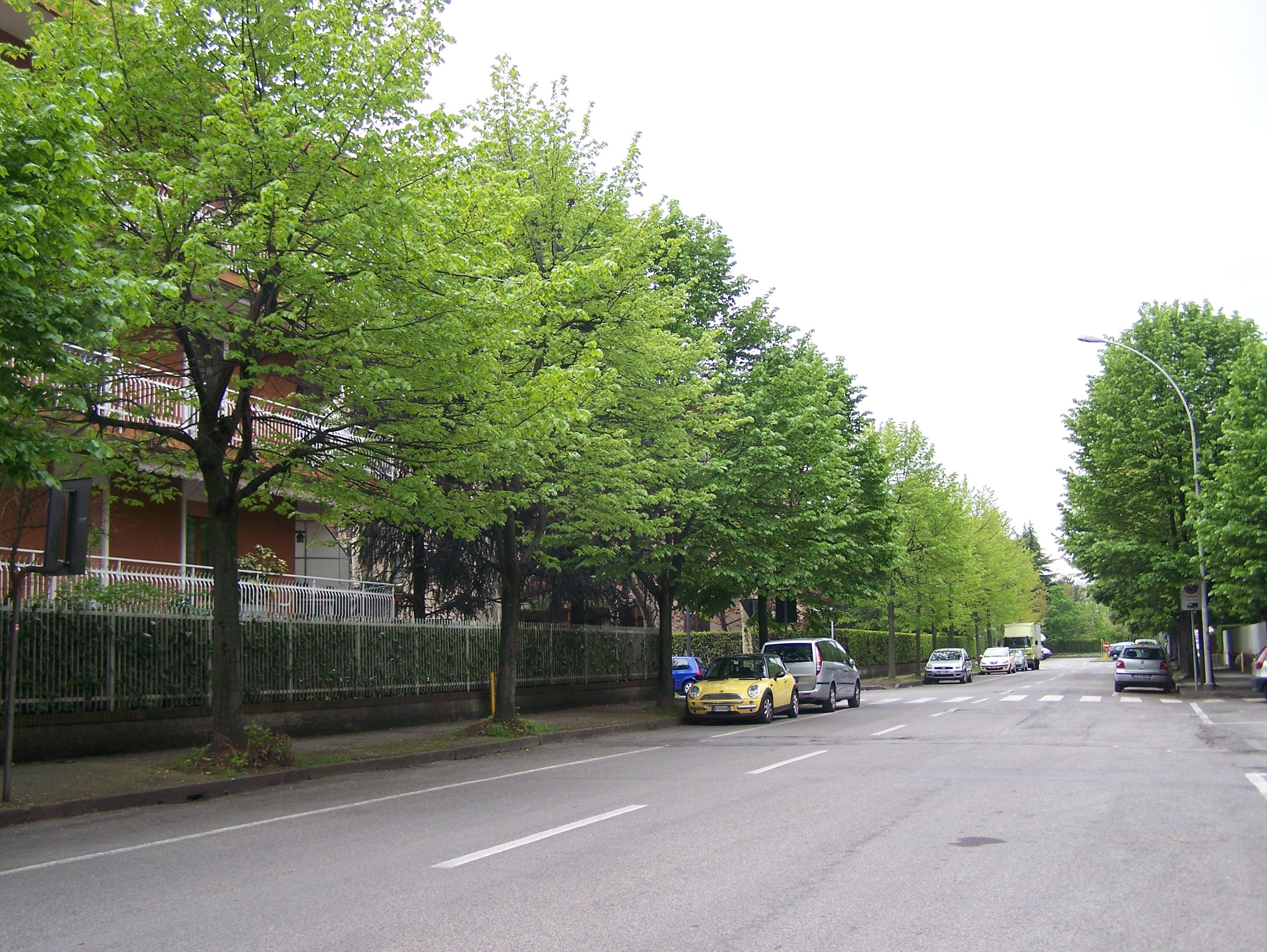
Uno scorcio del Rione Il Bosco

È il quartiere Giardino, ricco di verde, ed il più moderno della città. Morfologia e topografia denotano uno sviluppo caratterizzato dall'espandersi di edifici di edilizia residenziale a media densità su di un'area che fino agli anni settanta e ottanta risultava coperta da prati ed alberi. Il nome ufficiale del quartiere deriva dall'idea dell'amministrazione di intitolare i nomi di vie e piazze a essenze arboree e floreali.
Rione Il Ponticello

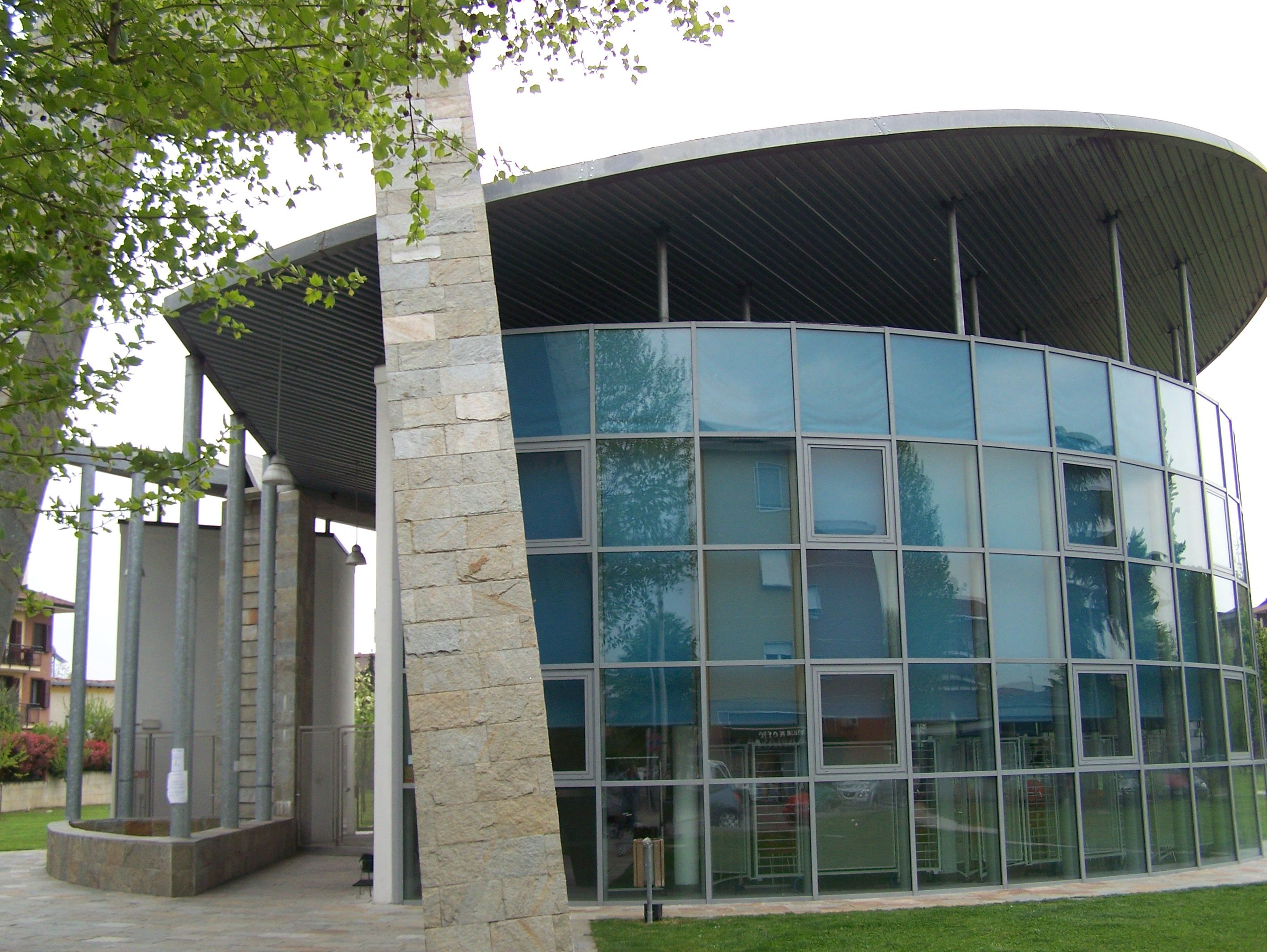
La Sala Trasparenze nel Rione Il Ponticello

È il quartiere del Pasùbio, prominente verso il Quartiere degli Olmi. Morfologia e topografia presentano una serie di vie e viali paralleli, sviluppati in conseguenza di rogge e fontanili. Negli anni sessanta e settanta sono stati costruiti numerosi edifici con abitazioni, locali commerciali e negozi. Gran parte del Rione è sviluppato attorno al corso principale, via Pasubio - nota a Milano per la stretta curva che la collega al Quartiere degli Olmi.
Rione La Cascina

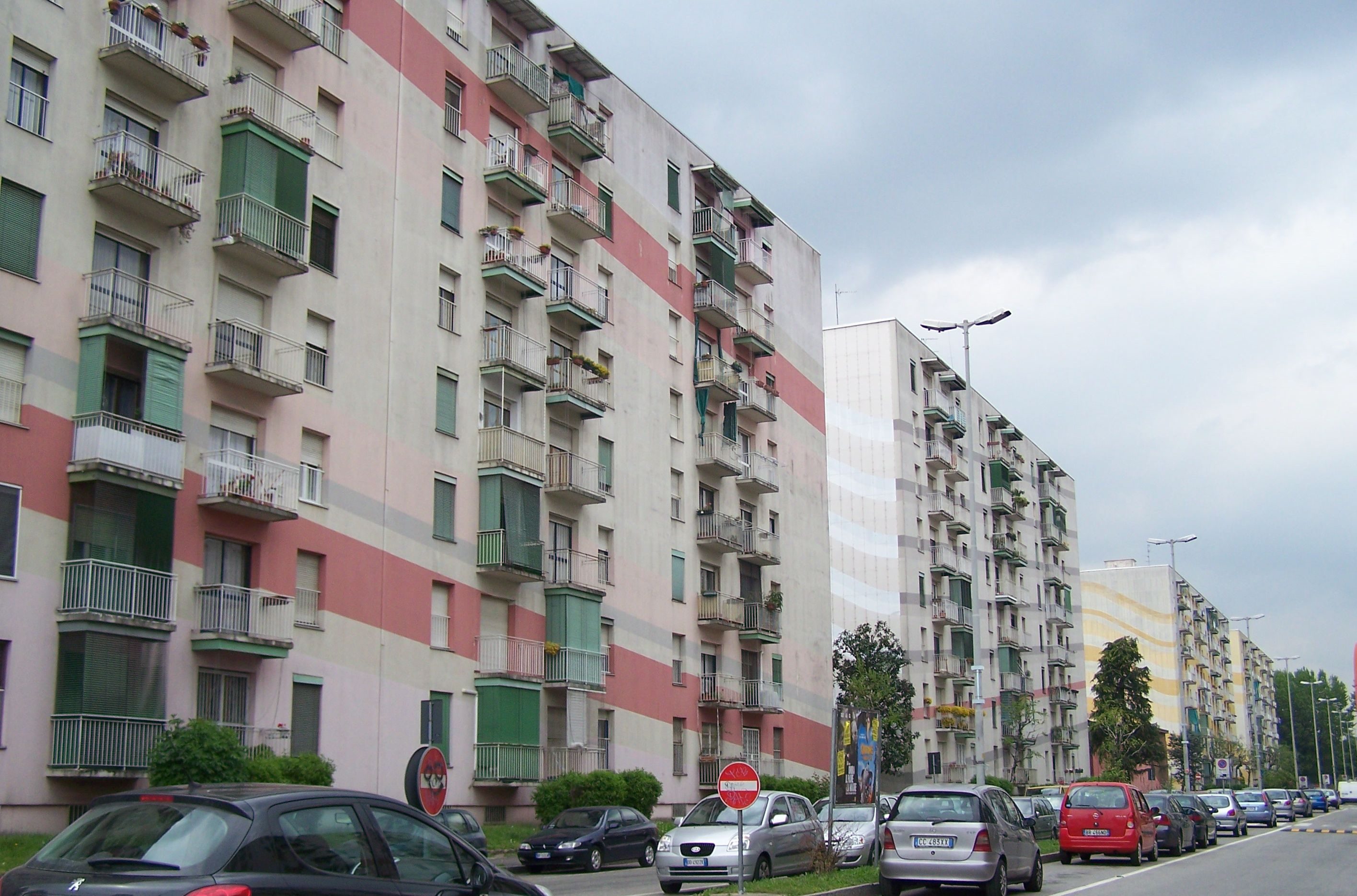
Il Rione La Cascina

È il quartiere del Tesséra, l'area più popolosa della città. Morfologia e topografia ricordano il contesto nel quale si è sviluppato il Rione, negli anni sessanta e settanta, quando furono edificati numerosi palazzi di edilizia popolare sotto la spinta demografica dell'immigrazione di lavoratori dal meridione.

## Economia

### Agricoltura
Anche se la città vanta un passato campestre tipico della pianura del milanese, ricca di cascine e corti agricole, a Cesano tale attività risulta quasi del tutto scomparsa. Vi è, infatti, una sola azienda agricola ancora in attività in grado di offrire, fra l'altro, attività didattiche e di vendita diretta.

### Industria
Nella sua pur esigua estensione, il territorio di Cesano Boscone presenta un rilevante sviluppo industriale, caratterizzato da numerose piccole e medie imprese attive nei settori alimentare, chimico, elettronico e metalmeccanico. Tre sono le zone industriali presenti a Cesano: via Vespucci/via Magellano; via Volta/via Buonarroti e via Croce/via de Nicola.

### Terziario

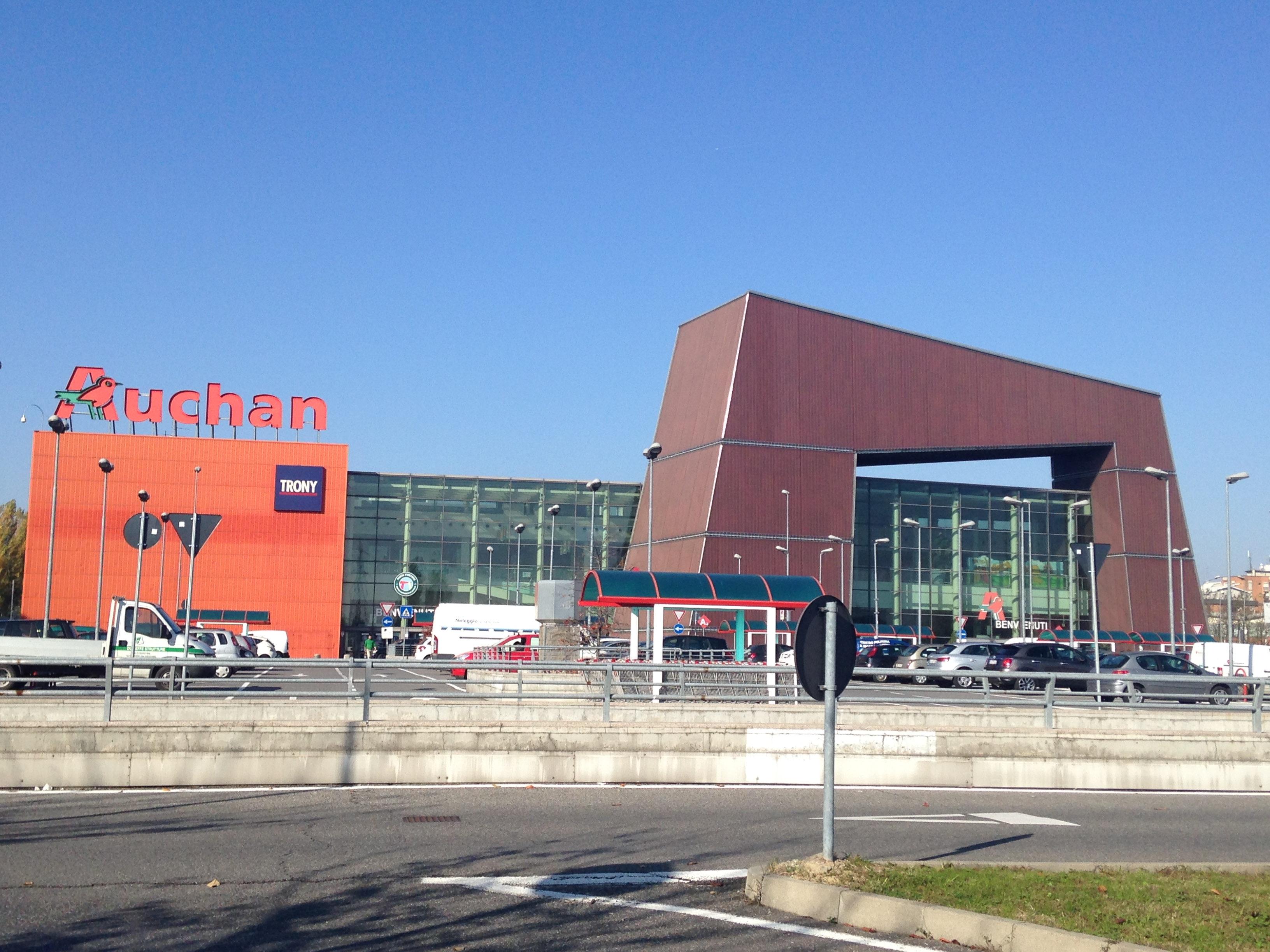
L'Auchan di Cesano Boscone

La principale attività nel settore terziario è senz'altro l'assistenza alla persona, con riguardo all'Istituto Sacra Famiglia e alla annessa Casa di Cura Ambrosiana (costituita nel 1968). Sono altresì presenti due importanti call center e diversi esercizi a servizio dell'industria e del cittadino, fra i quali un importante centro commerciale Bennet in via Croce.

## Infrastrutture e trasporti

### Strade
Cesano Boscone è attraversata dalla SS 494 Vigevanese, che la collega al quartiere milanese di Lorenteggio e all’omonima uscita della Tangenziale Ovest, situata nei pressi del quartiere Tessèra. Il comune è, altresì, servito dall’uscita n. 4 “Bisceglie” della Tangenziale Ovest situata nei pressi del Quartiere degli Olmi.

### Ferrovie
Il comune è servito dalla stazione di Cesano Boscone, una fermata ferroviaria posta sulla linea Milano-Mortara.

### Mobilità urbana
I trasporti urbani e interurbani di Cesano Boscone vengono svolti con autoservizi di linea gestiti da ATM.

## Amministrazione
| Periodo | Periodo   | Primo cittadino      | Partito                            | Carica           | Note                                                                           |
| ------- | --------- | -------------------- | ---------------------------------- | ---------------- | ------------------------------------------------------------------------------ |
| 1935    | 1945      | Luigi Galli          | PNF                                | Podestà          |                                                                                |
| 1945    | 1946      | Attilio Costa        | -                                  | Sindaco          | Nomina provvisoria del CLN                                                     |
| 1946    | 1951      | Alfredo Vuminio      | PCI                                | Sindaco          |                                                                                |
| 1951    | 1959      | Ugo Giola            | DC                                 | Sindaco          |                                                                                |
| 1959    | 1967      | Antonio Castellazzi  | DC                                 | Sindaco          |                                                                                |
| 1967    | 1969      | Alfredo Vuminio      | PSI / PSIUP                        | Sindaco          |                                                                                |
| 1969    | 1974      | Luigi Cavalloni      | DC                                 | Sindaco          |                                                                                |
| 1974    | 1982      | Epifanio Li Calzi    | PCI                                | Sindaco          |                                                                                |
| 1982    | 1985      | Ferruccio Fabbri     | PCI                                | Sindaco          |                                                                                |
| 1985    | 1992      | Renato Marro         | PSI                                | Sindaco          |                                                                                |
| 1992    | 1995      | Bruna Brembilla      | PDS                                | Sindaco          |                                                                                |
| 1995    | 1999      | Bruna Brembilla      | PDS / DS                           | Sindaco          |                                                                                |
| 1999    | 2004      | Bruna Brembilla      | DS                                 | Sindaco          |                                                                                |
| 2004    | 2009      | Vincenzo D'Avanzo    | La Margherita/PD                   | Sindaco          |                                                                                |
| 2009    | 2014      | Vincenzo D'Avanzo    | PD                                 | Sindaco          |                                                                                |
| 2014    | 2019      | Alfredo Simone Negri | PD                                 | Sindaco          |                                                                                |
| 2019    | 2023      | Alfredo Simone Negri | PD                                 | Sindaco          | decaduto per incompatibilità di carica in quanto eletto in consiglio regionale |
| 2023    | 2024      | Salvatore Gattuso    | Lista civica "Il Futuro in Comune" | Vicesindaco f.f. |                                                                                |
| 2024    | in carica | Marco Pozza          | PD                                 | Sindaco          |                                                                                |

### Gemellaggi
- Acquaviva delle Fonti
- Serravalle Sesia

## Sport
Per le attività sportive i cittadini di Cesano Boscone si avvalgono principalmente del centro sportivo "Bruno Cereda", attrezzato con varie aree e terreni di gioco, in cui si praticano diversi sport quali il calcio e l'atletica. Contigua al centro sportivo "Cereda" si trova la società "Cinghiali Rugby", dotata di campo e spogliatoi, che ha nel tempo conseguito rilevanti risultati sportivi e nel campo della formazione.
Sono altresì molto frequentati gli oratori San Giovanni Battista, San Giustino e Sant'Ireneo che danno origine alla "Polisportiva Oratori Cesano Boscone", in cui si praticano diverse attività fra cui calcio, pallavolo, basket e cheerleading.
Nel basket è attiva la storica squadra del "Cesano Basket", rifondata nel 2015, da un gruppo di imprenditori, dopo il vuoto di un anno causato dal fallimento della precedente gestione nel 2013. La squadra gioca presso la palestra della scuola media di via Vespucci.
Dal 1981 al 2000 si è svolta la Maratona di Cesano Boscone, nel tempo ridenominata "Gold Marathon". La gara si correva in prevalenza nel comune di Cesano Boscone ma coinvolgeva per larghi tratti nei comuni limitrofi di Corsico e Milano. Dominata dai colori italiani ha avuto come vincitrice illustre Franca Fiacconi, vincitrice anche a New York, che fissò il record dell'anno 1995 con 2:30:10. L'ultima edizione, l'8 ottobre 2000 fu vinta dal russo Yuriy Chizhov col tempo di 2:11:46 e da Tiziana Alagia con 2:33:19. La Gold Marathon era considerata una delle maratone più belle dai partecipanti sia per la bontà del circuito che per la collocazione temporale. La gara era prevista ai primi di novembre a conclusione della stagione agonistica. Con il passare degli anni gli organizzatori ridussero il loro impegno e gli eredi non riuscirono a portare avanti la maratona. Nonostante numerosi attestati di stima, una copiosa raccolta firme e l'impegno profuso da Gianni Morandi che partecipò alle ultime edizioni, la competizione fu cancellata dal programma e sostituita dalla Milano Marathon, che la Provincia del capoluogo lombardo decise di finanziare su pressione di importanti sponsor e della televisione nazionale.